# 딩톡
딩톡(DingTalk, 중국어: 钉钉, 딩딩, 병음: Dīngdīng)은 알리바바 그룹이 개발한 기업 커뮤니케이션 및 협업 플랫폼이다. 2014년에 설립되었으며 항저우시에 본사를 두고 있다. 2018년에는 중국에서 1억 명이 넘는 사용자를 보유한 세계 최대의 전문 커뮤니케이션 및 관리 모바일 앱 중 하나가 되었다. 2018년에 국제 시장 계획이 발표되었다.
딩톡은 iOS 및 안드로이드 앱은 물론 맥 및 윈도우 클라이언트도 제공한다. 훙멍용 앱 버전은 2023년 현재 개발 중이다.